# Banco BMG
Banco BMG S.A. é um banco brasileiro, constituído na forma de sociedade anônima, com sede na cidade de São Paulo, no estado homônimo. Foi fundado em 31 de julho de 1930 em Belo Horizonte, em Minas Gerais, por Antônio Mourão Guimarães, empresário brasileiro.

## História
Em 1906, o coronel Benjamim Guimarães começou uma indústria têxtil chamada Ferreira Guimarães, em Belo Horizonte que deu início à trajetória do Grupo BMG.
Após investimentos da família em diversos setores como indústria têxtil, área imobiliária, agroindústria e no setor de serviços, em 1930, o médico Antônio Mourão Guimarães, filho de Benjamim, fundou em Belo Horizonte o Banco Crédito Predial S.A, que mais tarde seria denominado Banco de Minas Gerais S.A. e posteriormente Banco BMG.
Na década de 80, o Banco BMG era líder no financiamento de veículos leves e pesados. Até meados dos anos 90, o foco do Banco BMG foi no financiamento no setor de atacado e varejo.
Em 1998, o Banco BMG lançou o crédito consignado, sendo o primeiro banco no Brasil a trabalhar com esse produto. A partir daí, esse passou a ser o foco dos negócios do Banco BMG.
Em 2005, o Banco BMG foi o primeiro banco a lançar o cartão de crédito consignado.
Em 2010, o crédito consignado representava 90% dos ativos do Banco BMG. Das operações totais do país para este produto, o Banco BMG foi responsável por 20%, sendo líder no Brasil nesse setor.
Em 2010, O BMG possuía 12 agências próprias e atuava através de um modelo de parceria com 1.044 correspondentes bancários que se subdividem em 3.098 pontos de venda e em mais de 30 mil agentes no Brasil. Desta forma, o Banco BMG estava presente em mais de 5 mil municípios brasileiros.
A escritora Cristina Ávila lançou em 2011 o livro Banco BMG 80 - Uma História de Sucesso que conta através das 120 páginas a história do BMG com dados sobre o cenário econômico que culminou no surgimento do Banco e o perfil empreendedor dos seus fundadores. O livro conta também sobre a evolução da relação humana com o dinheiro, desde as primeiras relações comerciais.
Em setembro de 2013, o Banco BMG relocou sua sede de Belo Horizonte para São Paulo.

### BMG Money - Crédito Consignado nos Estados Unidos
Desde 2009 os acionistas do Banco BMG detêm 90% de uma companhia de crédito ao consumo (fully-licensed consumer finance) com escritório na Flórida/EUA denominada “BMG Money”, que opera com foco em crédito consignado para funcionários dos setores público e privado.

### Compra da GE Money
Em 2010, o Banco BMG comprou a GE Money do Brasil, empresa que possuía o Banco GE Capital S/A e a promotora de vendas e prestadora de serviços GE Promoções. A compra incluiu a rede física de 54 lojas e parcerias com varejistas, sendo a principal delas com o Walmart para quem a GE financiava as vendas de cartões de crédito. Após a compra pelo banco BMG, a GE Money passou a se chamar Banco Cifra.

### Compra do Banco Schahin
Em 2010, o Banco Schahin, posteriormente chamado Banco de Crédito Varejo, foi comprado pelo BMG numa operação financeira de R$ 230 milhões.

### Associação com Itaú Unibanco
Em 2012, o Banco BMG e o Banco Itaú Unibanco se associaram para a criação de uma nova instituição financeira denominada Itaú BMG Consignado. A joint-venture começou com capital inicial de R$ 1 bilhão e teve como objetivo a expansão da comercialização de créditos consignados no Brasil.
Nessa associação, O Itaú, através de uma operação financeira de R$ 700 milhões, passou a ter o controle de 70% do capital da nova entidade, enquanto o Banco BMG controlava os restantes 30%.
Em 28 de dezembro de 2016 o BMG conclui venda de sua participação na Joint-venture para o Itaú.

### Parceria Lendico
Em 2015, a Lendico Brasil começou a operar no país através do correspondente bancário Banco BMG, pois ainda não é permitida a operação de empréstimos P2P no Brasil. O Banco BMG passou então a oferecer, em julho de 2015, ao seus clientes pessoa física, o crédito pessoal digital através da Lendico, utilizando uma plataforma 100% online. A Lendico não faz parte do Conglomerado Financeiro BMG.

### Lojas !help - Rede de Franquias
Em Janeiro de 2016, foi lançado o novo canal de distribuição via rede de franquias, help! loja de crédito, focada no varejo segmentado para aposentados e pensionistas do INSS e servidores públicos. Dentre os produtos ofertados pelas franquias estão: cartão de crédito consignado, empréstimo consignado, crédito pessoal com débito em conta, seguros, entre outros produtos financeiros e não financeiros.

### BMG Invest Digital
Em 2017, o BMG lançou o BMG Invest Digital, na qual é possível abrir contas de maneira 100% digital via site ou aplicativo. A plataforma oferece ao mercado soluções de investimentos seguras, rentáveis e fáceis de acessar, com uma ampla gama de produtos de renda fixa, adequados ao perfil de cada investidor.

## Patrocínios Esportivos
O Banco BMG já patrocinou diversas entidades esportivas no país, tendo sido o maior patrocinador do futebol e detentor de direitos sobre atletas no país. Em 2011, os investimentos do Banco BMG em patrocínio de 39 clubes de futebol no Brasil foram de 60 milhões de reais. Em 2016, o banco assinou o patrocínio do Museu do Futebol Clube do Porto, aberto em 2013.
O BMG patrocinou o Vasco com a marca help! Loja de Crédito. Em 2018 o clube teve dois jogos como patrocínio master.
O piloto Sérgio Sette Câmara é patrocinado pelo Banco BMG em 2018 juntamente com um grupo de empresas.
O BMG é o atual patrocinador master do Corinthians, Atlético Mineiro e Vasco da Gama. Junto a esses patrocínios, o Banco BMG inovou e criou um banco digital específico para cada clube, com aplicativo, site, internet banking, cartões e investimentos personalizados dos times, o primeiro lançado foi o MeuCorinthiansBMG (120 Milhões ano)(www.meucorinthiansbmg.com.br) e em breve virão os outros. Esse modelo de patrocínio mexeu com o mercado futebolístico no Brasil, em virtude da sua característica diferenciada, onde os clubes recebem parte da receita gerada pelo uso do bancos exclusivos dos times.

## Programas Sociais e Culturais
O Banco BMG já apoiou e patrocinou programas sociais e culturais que assistiram entidades, creches, hospitais e asilos, como:
- Campanha Brinde Solidário: Projeto de iniciativa do Banco BMG que incentiva e promove o movimento solidário envolvendo toda a sociedade e ajuda instituições de diferentes localidades do Brasil.[38][39][40]
- Programa Valores de Minas do Serviço Voluntário de Assistência Social - SERVAS: O programa tem como objetivo oferecer oficinas de arte a jovens estudantes da escolas estaduais e, promove campanha de valorização da pessoa idosa. O programa foi lançado em 2010.[37][41][39][42]
- Empresa Amiga do Hospital da Baleia: O Banco BMG foi um dos principais colaboradores do Hospital da Baleia, tendo doado, em 2010, o recurso para a viabilização do Centro de Hemodiálise deste hospital.[37][43]
- Minas ao Luar: Projeto musical gratuito, com shows noturnos e itinerantes que tem como objetivo resgatar e incentivar a tradição seresteira em todo o estado. Em comemoração dos 80 anos do banco, o projeto foi levado a outras cidades e recebeu o nome de "BMG ao Luar".[37]
- I Love Jazz: O Banco BMG também patrocinou o Festival internacional com objetivo de popularizar o Jazz no Brasil através de shows gratuitos em praça pública com atrações nacionais e internacionais.[37]
- Projeto Cinema Popular: O Banco BMG investiu de R$ 4 milhões a R$ 8 milhões para a produção de 6 longas-metragens. Os filmes tiveram apoio dos Diretores Daniel Filho e Nelson Pereira dos Santos e foram focados na classe C.[37][44][45][46]
- Corpo Cidadão: Projeto que organiza oficinas de dança, música, artes e capoeira por meio da Lei Rouanet de Incentivo a Cultura.[37]
- Projeto Caça Talentos: Programa que tem como objetivo descobrir novos talentos para o tênis e futebol, oferecendo gratuitamente treinamento para garotos entre 6 e 12 anos.[4][47]

## Prêmios
- 2001: Prêmio Austin Rating [FGV] - Melhor Instituição financeira no segmento de Financiamento ao consumo[48][49]
- 2003: Prêmio Balanço Financeiro 2004 - Melhor Banco de Financiamento do país[50]
- 2004: Prêmio Risk Bank - Melhor Banco de Varejo Massificado[51]
- 2008: 8ª vez ganhador do prêmio Austin Rating FGV - Melhor banco de Financiamento ao Consumo[52]
- 2008: Prêmio Great Place to Work - Entre 100 melhores empresas para se trabalhar no Brasil[53]
- 2010: Prêmio World Finance Banking - Categoria Best Banking Group 2010, Brazil[54]
- 2010: Anuário Valor 1000 - 1º lugar entre os bancos mais rentáveis do país[55]
- 2012: XIV Prêmio Minas de Desempenho Empresarial - 3 categorias[56]
- 2012: Prêmio Empreendedor Brasil - Categoria Empreendedor Solidário[57]
- 2018: Prêmio Excelência em Serviços ao Cliente - Categoria Serviços Financeiros[58][59]

## Envolvimento no Mensalão
Quando o empréstimo consignado foi autorizado por lei no Brasil (Medida Provisória 130, de 17 de setembro de 2003), surgiram acusações de favorecimento do Banco BMG na permissão para realizar empréstimo aos aposentados pelo Regime Geral da Previdência (INSS), mercado de mais de 25 milhões de beneficiários. Segundo as acusações, o INSS violou os seus regulamentos internos e teria liberado acesso a todos os dados dos beneficiários da Previdência, e o BMG os utilizava para oferecer crédito consignado contratado por telefone. A carteira que ele formou no início da vigência da lei dos consignados era tão valiosa que foi vendida para a Caixa Econômica Federal em uma operação que a oposição da época apontava ser motivada por corrupção. A carteira custou mais de um bilhão de reais e em poucos meses gerou um lucro de 117 milhões de reais ao Banco.
O Tribunal de Contas da União julgou em 05/07/2006 que o Presidente do INSS à época (Carlos Gomes Bezerra, filiado ao Partido que à época se chamava PMDB), favoreceu indevidamente o Banco BMG, em um processo muito mais célere do que seria normal, sem oitiva da Procuradoria Jurídica da autarquia, e antes de reuniões que haviam sido agendadas com equipes internas. Isso que permitiu que Banco BMG tivesse acesso aos aposentados sem concorrência de nenhum banco privado. O voto do Min. A contratação do BMG foi anulada (o que não impediu que uma nova contratação, cumprindo as etapas legais, fosse realizada após). O acórdão condenatório recomendava a abertura de ação de improbidade e foi confirmado em grau de recurso em 31/10/2007 . 
Mesmo condenando o favorecimento que permitiu que o Banco BMG construísse uma carteira de crédito valiosa, o mesmo Tribunal de Contas da União analisou a compra dessa carteira pela Caixa Econômica Federal e concluiu que não havia elementos suficientes para qualquer condenação. Entre outros elementos, considerou que o Banco Itaú havia adquirido pelo menos uma carteira de crédito consignado do próprio Banco BMG, e que a cessão de crédito entre as instituições financeiras é um negócio lícito, tendo gerado para a Caixa Econômica Federal um ganho econômico se for considerado o investimento de suas reservas em títulos de tesouro (que seria a taxa livre de risco). Ainda reconhecendo que a Caixa Econômica Federal teria um ganho superior se utilizasse a sua estrutura (muito maior que a do pequeno Banco BMG), e que depois da compra o BMG se capitalizou para contratar empréstimos consignados em número ainda maior do que nos anos anteriores (ou seja, a Caixa Econômica Federal poderia ter atingido esse nicho), o TCU não entendeu haver irregularidade na compra de créditos e absolveu em 14/06/2006 todos os gestores da Caixa Econômica Federal de qualquer imputação.
Em 18/12/2006, o Ministério Público Federal denunciou quatro diretores do Banco BMG, em desdobramentos do Inquérito 2245/2005, que corria no Supremo Tribunal Federal, no caso que ficou conhecido como mensalão. A acusação indicou que os diretores participaram da liberação fraudulenta de dinheiro mediante empréstimos simulados ao PT ( Partido dos Trabalhadores) e, entre outros. A sentença de 1ª instância da Justiça Federal de Minas Gerais condenou todos os envolvidos, por considerar que houve gestão fraudulenta de instituição financeira: "Considerando que os diretores do BMG tiveram atuação decisiva e intensa na composição do quadro delitivo da prática da gestão fraudulenta, o juízo da 4ª Vara Federal condenou Ricardo Annes Guimarães à pena de 7 anos; João Batista de Abreu, a 6 anos e 3 meses e Flávio Pentagna Guimarães e Márcio Alaôr de Araújo, a 5 anos e 6 meses de prisão." Também foram condenados na mesma sentença Marcos Valério, seus sócios na sua empresa e os dirigentes do Partido dos Trabalhadores, José Genoíno e Delúbio Soares. O recurso dos acusados foi julgado pelo Tribunal Federal da 1ª Região, tendo confirmado a materialidade e a autoria dos crimes em 26/07/2016. Ainda assim houve a redução de pena dos operadores políticos. O relator (Juiz Federal Klaus Kuschel) votou para que não houvesse qualquer redução das penas dos diretores do Banco BMG, mas foi vencido em parte, tendo a maior se formado para reduzir as penas para dois diretores.
A defesa insistiu na inocência dos acusados por meio de um recurso chamado embargos de declaração, alegando omissão quanto a um fato relevante: a absolvição dos diretores no julgamento ético do Sistema Financeiro Nacional. O Conselho de Recursos do Sistema Financeiro Nacional, conhecido como "Conselhinho" entendeu que o empréstimo fraudulento não deveria levar à inabilitação dos diretores do Banco BMG, porque a multa de R$ 350.000,00 seria punição suficiente. O julgamento que deliberou pela redução da pena ocorreu em 07/12/2011. O Tribunal Federal da 1ª Região, por maioria, entendeu que havia omissão relevante e que, considerando a absolvição pelo "conselhinho" e pelo fato de que a gestão fraudulenta só se caracteriza quando põe em risco a solvência do banco, absolveu os diretores no julgamento desses embargos de declaração, finalizado em 24/04/2018 . Houve mais recursos no processo, mas o Tribunal concluiu que o Ministério Público contou seu prazo desconsiderando que já havia recebido os autos anteriormente e julgou que o seu recurso era intempestivo (ou seja, apresentado fora do prazo) e não poderia sequer ser apreciado. O Ministério Público recorreu ao Superior Tribunal de Justiça, sem êxito. A absolvição dos gestores do Banco tornou-se definitiva.

#### Polêmicas posteriores envolvendo sua Diretoria
Em 2020, um dos Vice-Presidentes do Banco BMG (Márcio Alaor de Araújo), que havia absolvido no desdobramento do mensalão, voltou a ser acusado de graves crimes de lavagem de dinheiro na Operação Descarte. Segundo a acusação, o diretor se valia da estrutura do Banco para auxiliar um esquema de lavagem operada por contratos simulados com os advogados Luiz Carlos D'Afonseca Claro, conhecido como Lulli Chiaro, e seu filho Gabriel Claro. Além de advogado, Lulli Chiaro é cantor e pianista, responsável pelo tema de abertura da novela Escrava Mãe da Rede Record e da marchinha "Jardim de Infância" sucesso na voz de Ronnie Von nos anos 1960. Preso na Operação Chiaroscuro em 2019, ele realizou uma delação premiada envolvendo uma série de políticos e o então Vice-Presidente do Banco BMG, que renunciou ao cargo depois de deflagrada a operação.